# Art Donovan
Arthur Donovan Jr., detto The Bulldog (New York, 5 giugno 1924 – Baltimora, 4 agosto 2013), è stato un giocatore di football americano statunitense che ha giocato nel ruolo di defensive tackle nella National Football League (NFL), principalmente per i Baltimore Colts. È stato inserito nella Pro Football Hall of Fame nel 1968.

## Carriera professionistica
In ognuna delle sue prime tre stagioni, Donovan giocò per una squadra che a fine anno sarebbe fallita. Iniziò con la prima incarnazione dei Baltimore Colts, usciti dalla lega dopo la sua stagione da rookie nel 1950, seguiti dai New York Yanks nel 1951 e dai loro successori, i Dallas Texans, nel 1952. Dopo che la franchigia dei Texans fu trasferita a Baltimora nel 1953 diventando la seconda versione dei Colts, Donovan giocò il resto della carriera per quella squadra. Divenne una delle stelle di una fortissima difesa venendo convocato per cinque Pro Bowl consecutivi dal 1953 al 1957. Nei suoi anni coi Colts vinse campionati consecutivi, nel 1958 e 1959.

## Palmarès
- (2) Campione NFL (1958, 1959)
- (5) Pro Bowl (1953, 1954, 1955, 1956, 1957)
- (4) All-Pro (1954, 1955, 1956, 1957)
- Formazione ideale della NFL degli anni 1950
- Numero 70 ritirato dai Baltimore Colts
- Pro Football Hall of Fame (classe del 1968)